# Nowy Dwór Mazowiecki
Nowy Dwór Mazowiecki je město v Polsku v Mazovském vojvodství, centrum okresu Nowy Dwór Mazowiecki. V letech 1975–1998 město patřilo k Varšavskému vojvodství. Leží na soutoku Visly a Narewu, asi 30 km severozápadně od Varšavy. Je střediskem průmyslu chemického, lehkého, potravinářského a také terciárního sektoru. V roce 2024 zde žilo 28 548 obyvatel.
Ve městě se nachází Pevnost Modlin. Jedná se o jednu z nejlépe zachovaných pevností v Polsku, ve které je nejdelší budova v Evropě – vojenská kasárna dlouhá 2250 m.

## Památky
- Kostel sv. Archanděla Michaela z roku 1792
- Pevnost Modlin a její stavby
- Ruiny sýpky z roku 1841 na soutoku Visly a Narewu
- Několik dřevěných domů z 19. století (fotografie v Galerii)

## Sport
Ve městě funguje sportovní klub Świt Nowy Dwór Mazowiecki. Jeho fotbalová sekce účinkuje v 3. polské fotbalové lize. V sezóně 2003/2004 klub účinkoval v nejvyšší polské fotbalové lize (Ekstraklasa).
Místní sportovní a rekreační centrum disponuje sportovní halou, hřištěm, bazénovým komplexem otevřeným v roce 2011, tréninkovým hřištěm s umělým povrchem a tenisovými kurty. Ve městě působí také oddíly bojových umění – klub „Champion“ (box) a klub ITF „Taekwon-do“.

## Galerie

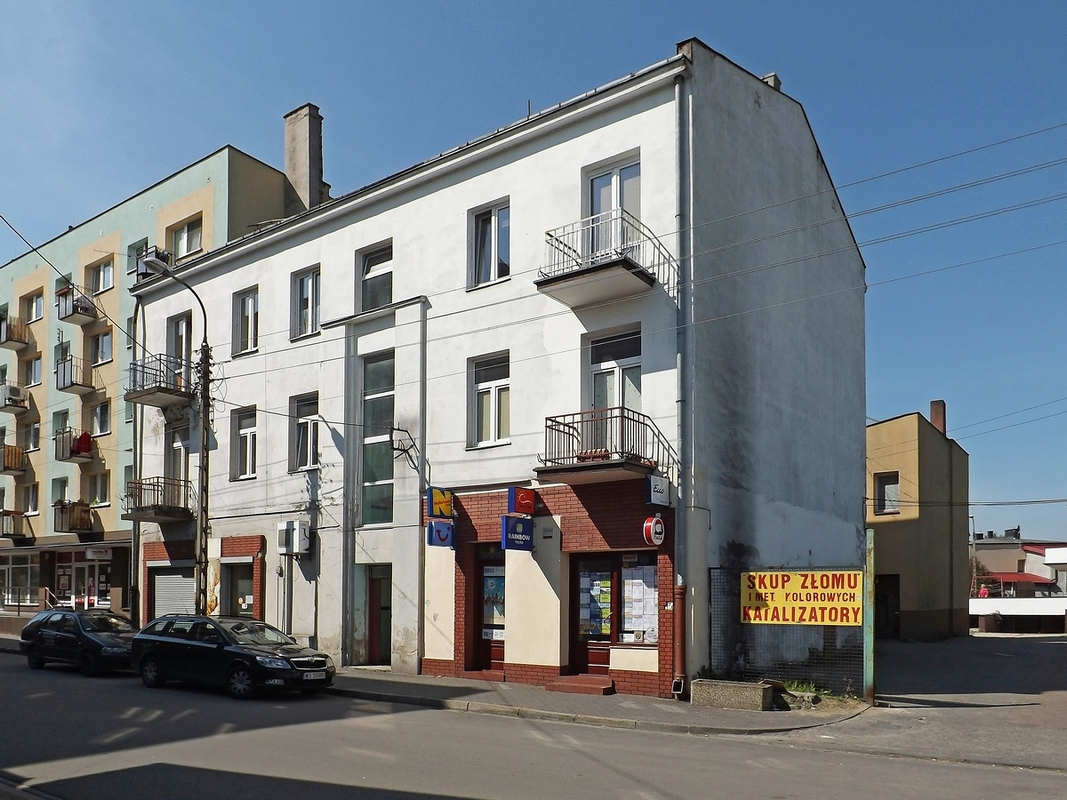
Činžovní dům při ulici Daszyńskiego 9
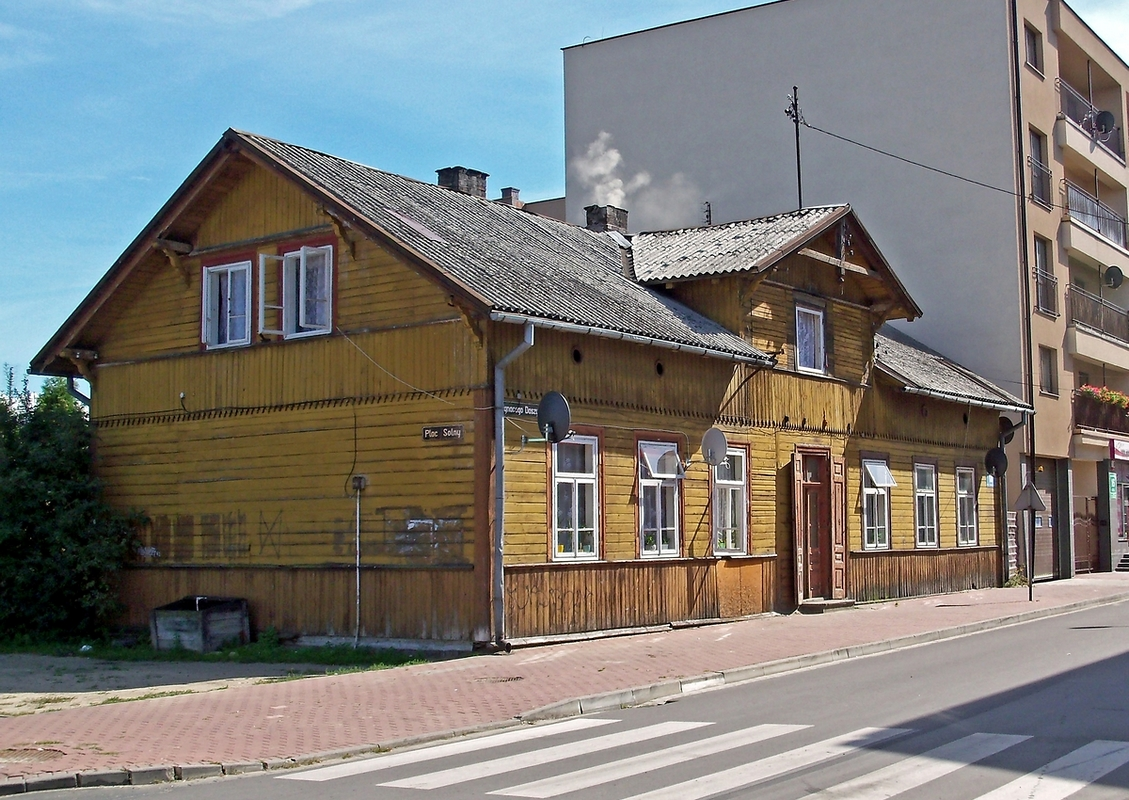
Dřevěný dům při ulici Daszyńskiego 18
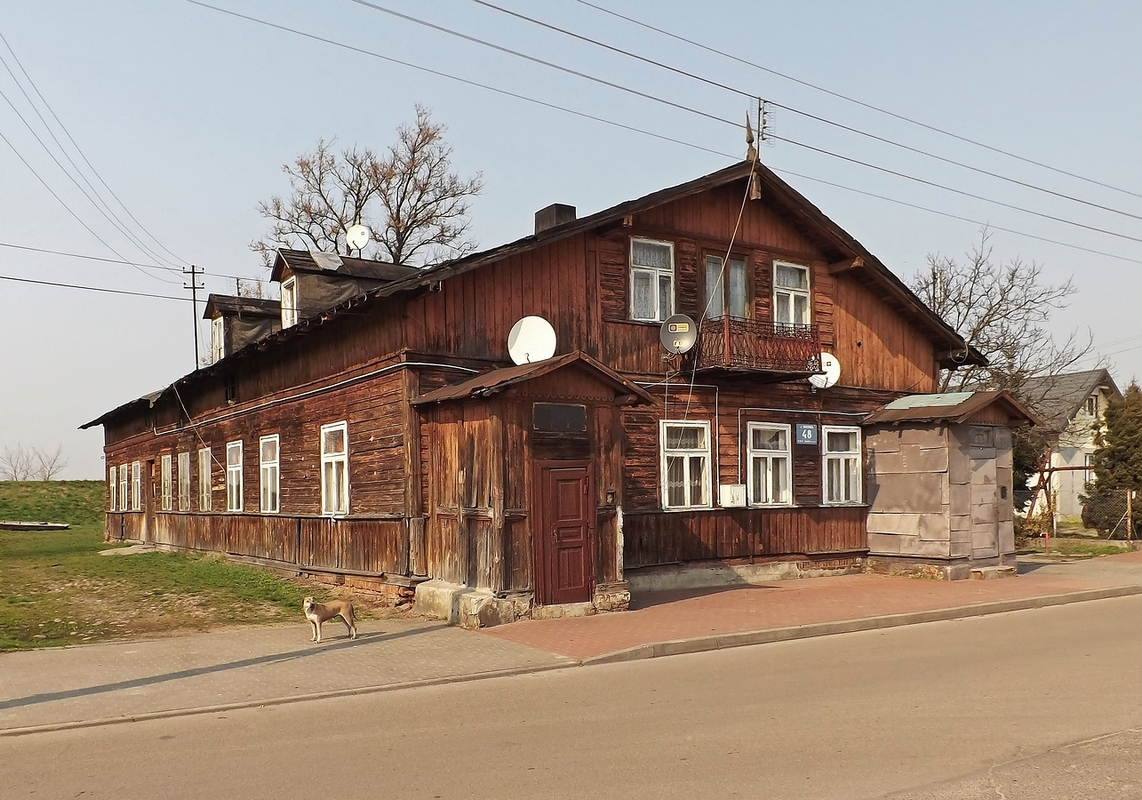
Památkově chráněný dřevěný dům při ulici Sukienna 48
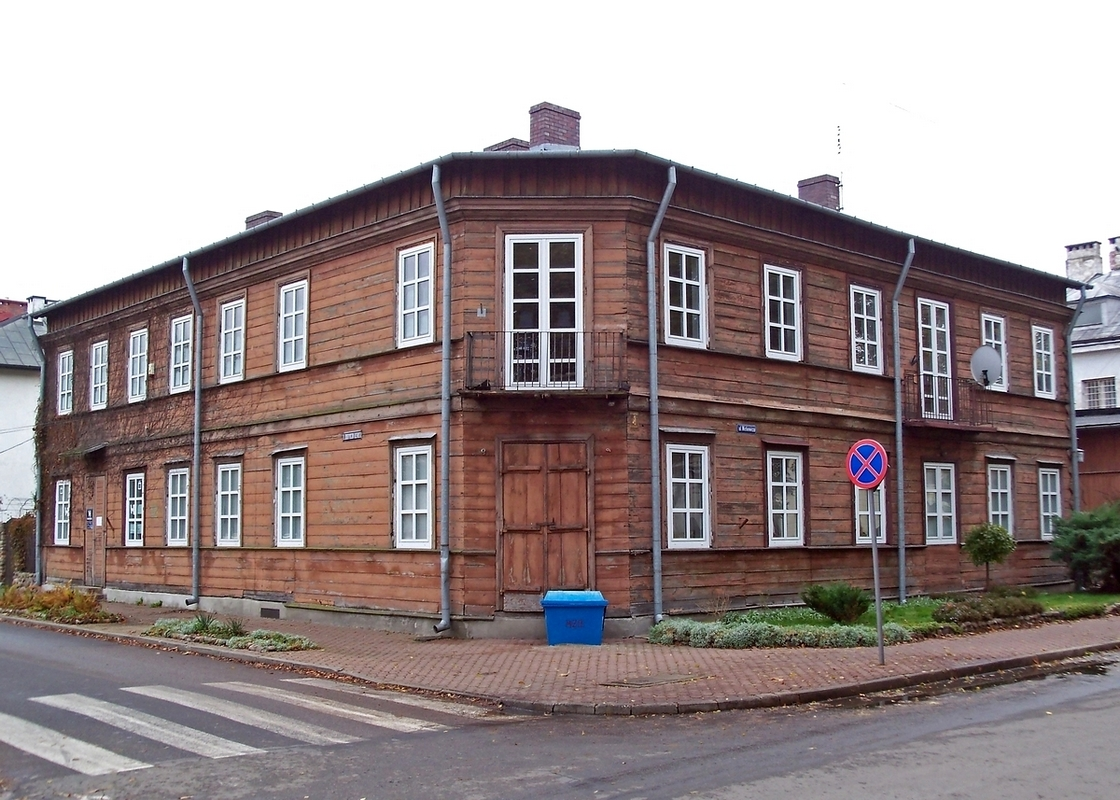
Památkově chráněný dřevěný dům při ulici Wybickiego 4
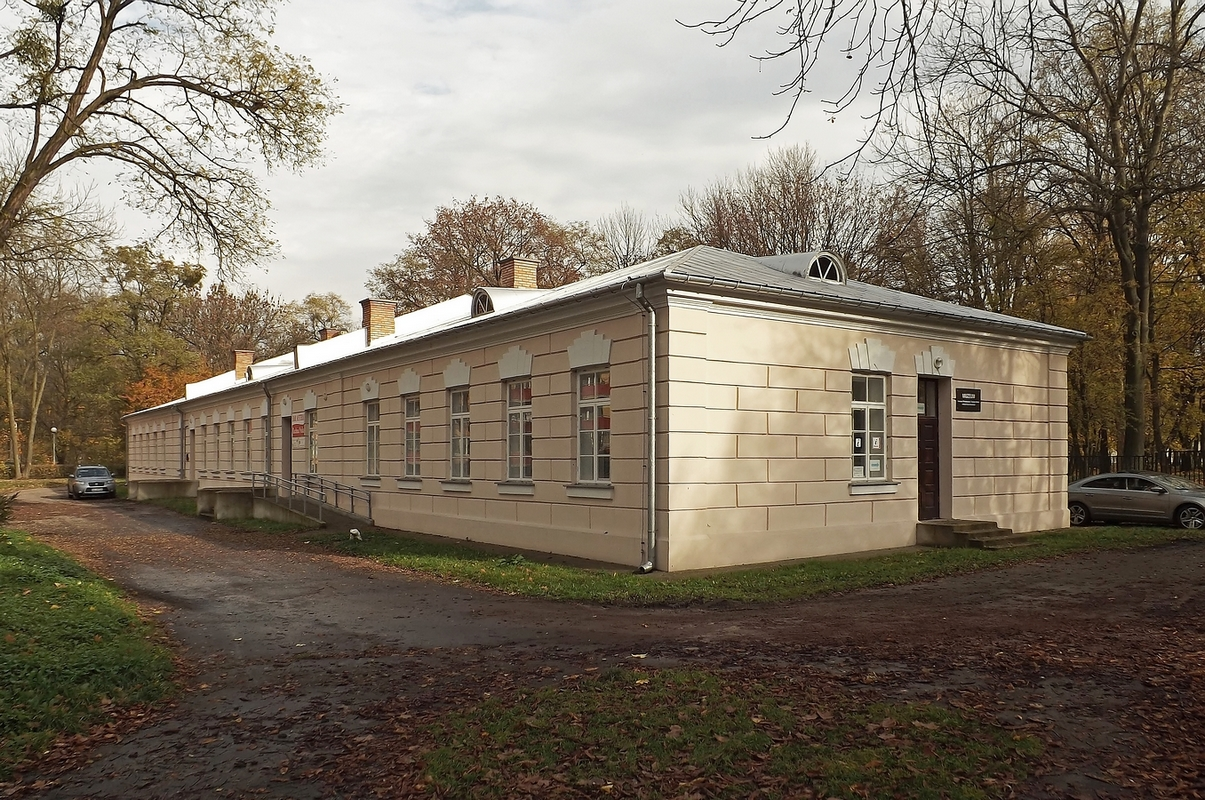
Muzeum zářijové kampaně a Pevnosti Modlin
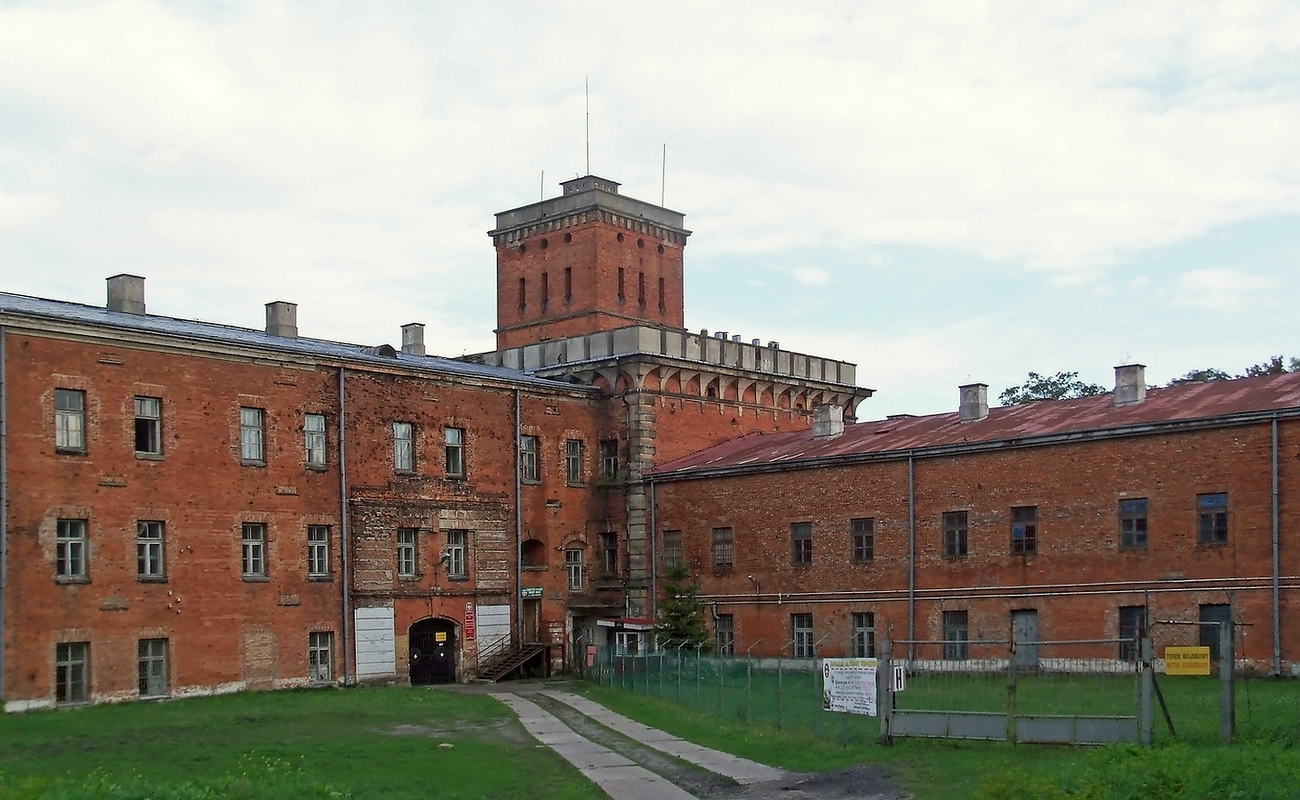
Věž červená Pevnosti Modlin
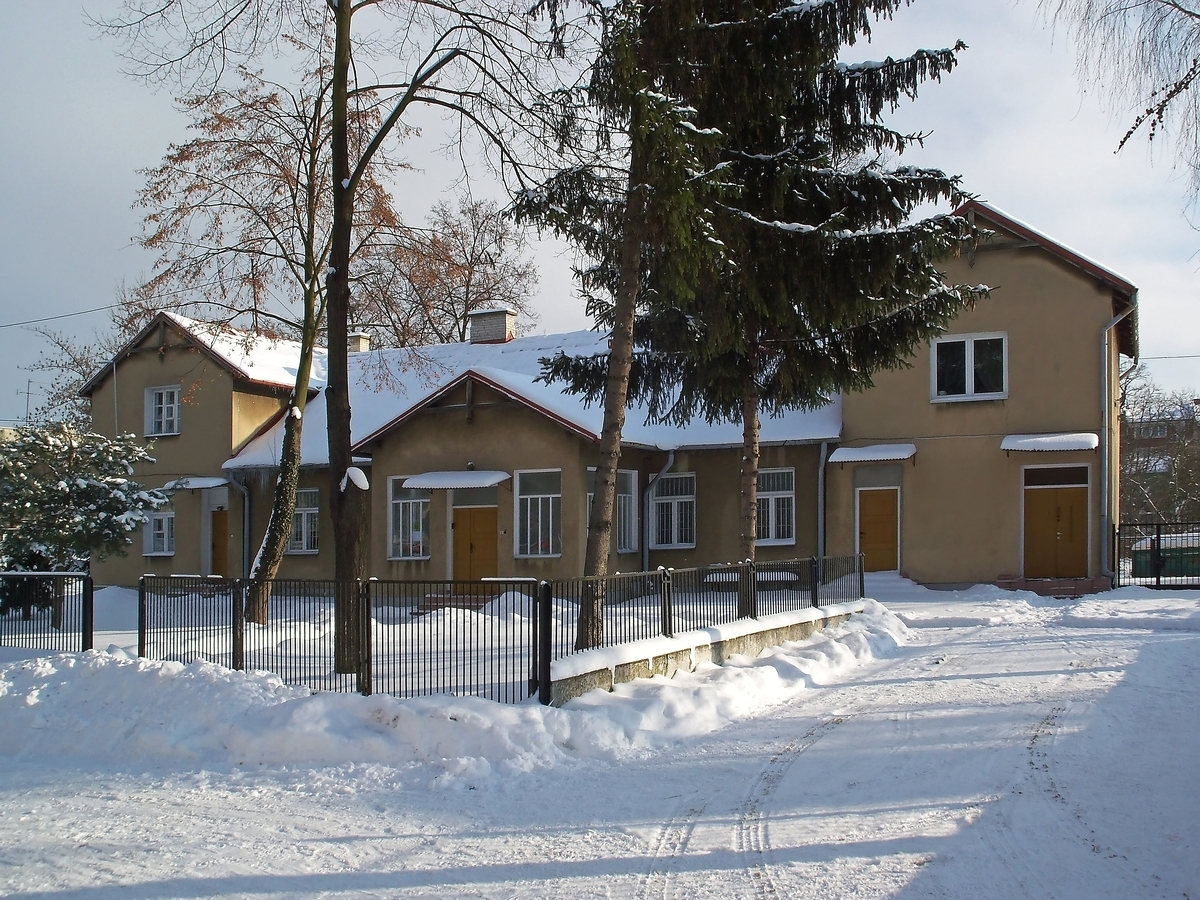
Památkově chráněná dřevěná fara farnosti sv. Archanděla Michaela
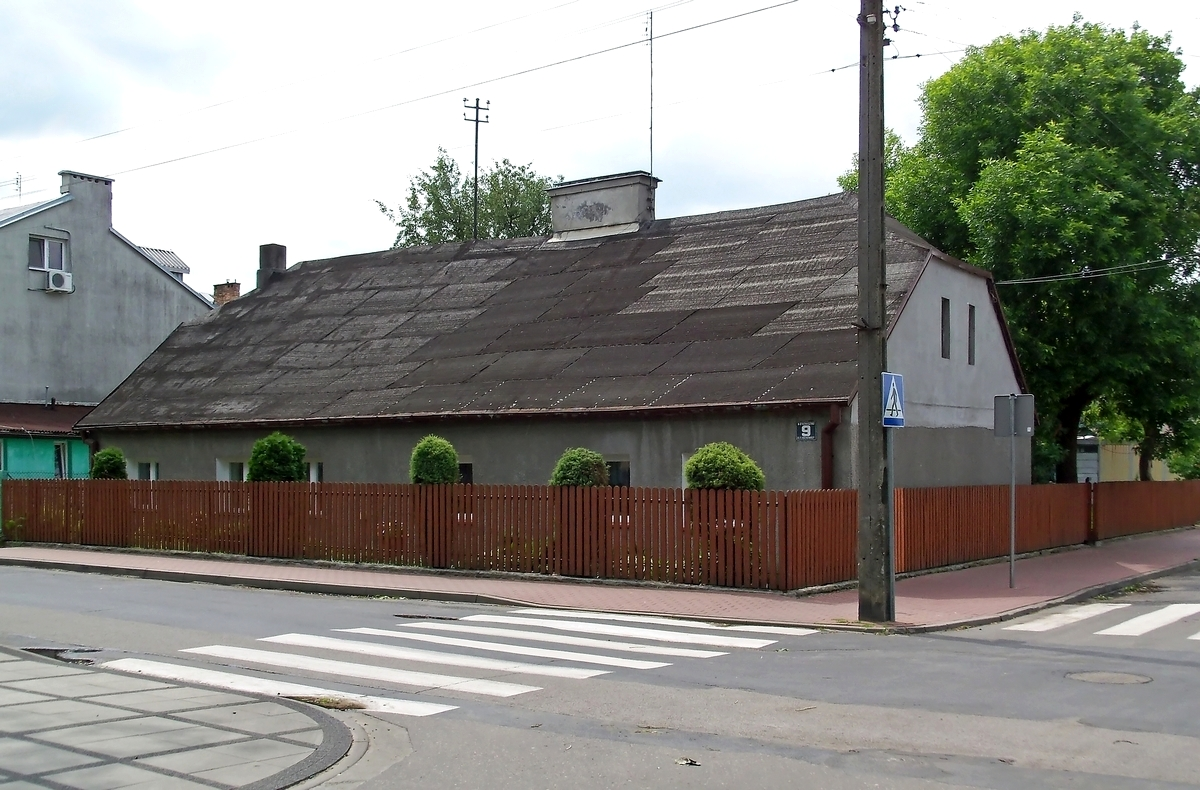
Památkově chráněný rybářský dům z 19. století při ulici Kościuszki 9
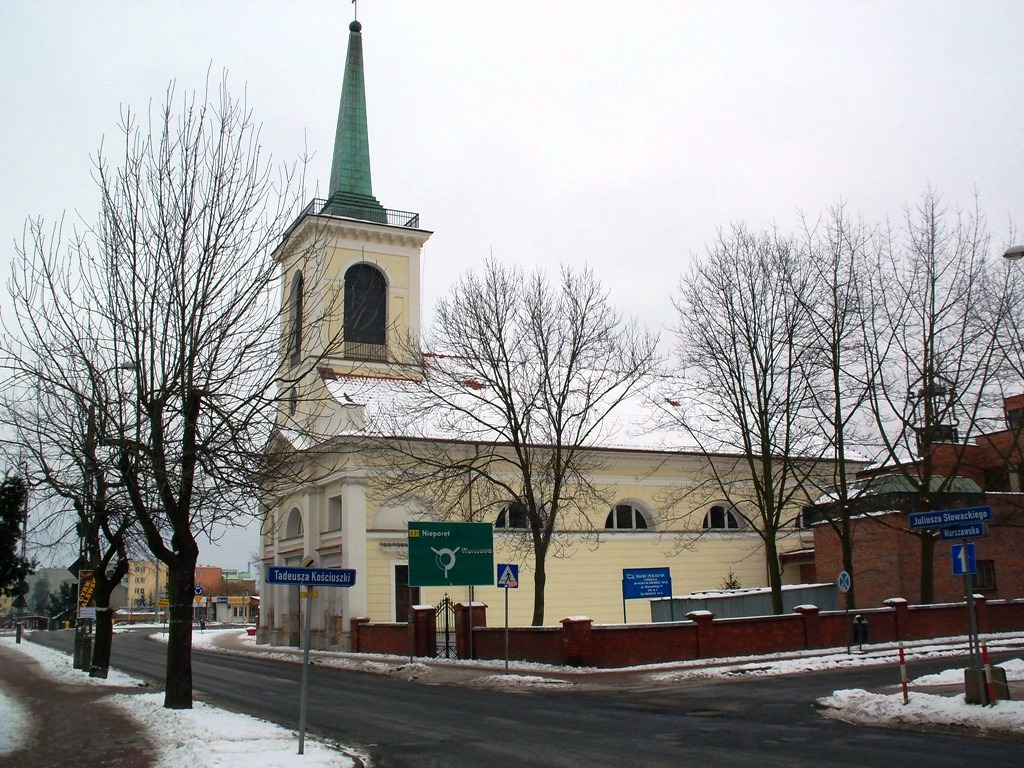
Kostel sv. Archanděla Michaela, 1792

## Partnerská města
- Elektrėnai, Litva
- Niederorschel, Německo